# Bebearia chilonus
Bebearia chilonus är en fjärilsart som beskrevs av William Chapman Hewitson. Bebearia chilonus ingår i släktet Bebearia och familjen praktfjärilar. Inga underarter finns listade i Catalogue of Life.